# Izis Bidermanas
(Jacques Prévert)

Israëlis Bidermanas, noto anche con lo pseudonimo di Izis (Marijampolė, 17 gennaio 1911 – Parigi, 16 maggio 1980), è stato un fotoreporter e fotografo lituano naturalizzato francese. Uno dei personaggi di spicco della street photography e della Fotografia umanista del XX secolo.

## Biografia
Israëlis, registrato Izraël (la «"z" del nome è dovuta ad un errore dello stato civile»), nasce il 17 gennaio 1911 (sei anni prima della rivoluzione di febbraio), a Marijampole città lituania della Russia zarista. È una modesta famiglia ebrea quella di Izis, il padre ha un negozio di porcellane e vuole che il figlio faccia il falegname, ma Izis, mentre da studente frequenta la scuola ebraica, ha scelto già cosa vuole fare da grande ed infatti diventa apprendista fotografo. Dopo l'indipendenza lituana nel 1918, Izraël cambia il suo nome in Izraëlis.
Ha solo 19 anni quando decide di emigrare in Francia scegliendo la Parigi degli anni trenta allora «città a quel tempo universalmente riconosciuta come capitale delle arti», «La Ville Lumière [soprannome di Parigi], nel 1930, è al suo massimo splendore; la città è in pieno fermento: gli artisti di tutto il mondo vogliono viverci e partecipare dell’incredibile clima creativo che si respira in ogni forma ed espressione artistica». I primi anni nella capitale francese non sono facili e sono vissuti di stenti, deve accontentarsi di salari bassi lavorando come assistente fotografo per diversi studi fotografici come addetto alla stampa di foto e al fotoritocco. Alla fine di questo periodo di privazioni, approda allo studio Rabkine e grazie al fatto che sposa la figlia del proprietario, gli sarà affidata «la gestione di un negozio».
Nel 1938 Izis diventa padre di Manuel, ma la seconda guerra mondiale è alle porte, e dopo l'invasione tedesca della Francia, decide nel 1941 di spostarsi con la moglie ed il figlio ad Ambazac, un piccolo paese nella regione del Limosino a 400 km circa da Parigi. Il 1941 sarà anche l'anno in cui i suoi genitori ebrei in Lituania sono uccisi per mano dei nazisti e qualche anno dopo stessa sorte toccherà a suo fratello David che sarà bruciato vivo con la moglie e i suoi tre bambini. Il massacro della sua famiglia farà decidere ad Izis di non mettere mai più piede in Lituania soprattutto per aver saputo che quelle uccisioni furono possibili proprio per le segnalazioni fatte contro la sua famiglia ebrea, da collaborazionisti lituani. 
Nell'agosto 1944, in concomitanza della disfatta del fronte occidentale e la liberazione di Parigi e la fine dell'occupazione, Izis incomincia a farsi conoscere come fotografo. Raggiunge le FFI (Forces françaises de l'intérieur) ovvero la Resistenza francese operante nell'ultima fase della guerra mondiale, e realizza un esclusivo reportage di guerra con la sua Kodak 9x12, fotografando i volti trionfanti dei partigiani "liberi" appena usciti dalla clandestinità e ritratti mentre manifestano il loro orgoglio. Realizza con queste, quattro mostre dando agli abitanti della regione del Limosino un saggio di quanto sa fare. Da quel momento in poi la sua attività fotografica sarà inarrestabile.
Ritorna a Parigi nel 1945 e conosce Brassaï che lo incoraggia a non mollare. Nel giro di pochi mesi aveva ripreso tante immagini per poter realizzare una mostra che potesse presentare al pubblico il suo stile e genere fotografico, espone nel 1946. Realizza subito dopo ancora ritratti, fotografando diversi artisti, scrittori, pittori e poeti esponenti del movimento surrealista come André Breton, Louis Aragon e Paul Éluard, ma soprattutto fotografa la Parigi del dopoguerra. In seguito conoscerà e realizzerà reportage con altri importanti personaggi del mondo della cultura francese come la scrittrice e attrice di teatro Colette, il pittore Marc Chagall con cui stringerà una salda amicizia, e il poeta Jacques Prévert, che diventerà insieme a Chagall un altro suo amico inseparabile e con cui realizzerà alcune pubblicazioni fotografiche da lui introdotte.

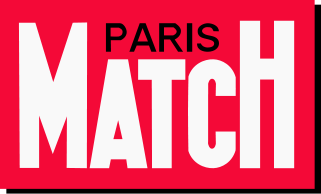
Il logo del settimanale Paris Match. Izis collaborerà per vent'anni con il settimanale, uno dei più diffusi ed influenti della Francia

Paris Match lo consacra fotoreporter nel 1949 affidandogli subito importanti incarichi, una collaborazione che durerà vent'anni. Izis dimostra subito di essere un fotoreporter "diverso" fotografando anche la quotidianità e conferendo alle immagini un suo personale stile che mette in risalto aspetti umani più che sensazionali, e ai responsabili della redazione questo piace. I suoi reportage infatti non si focalizzano solo sul soggetto principale, ma includono particolari "secondari" che arricchiscono la storia e la "umanizzano", come accadde, per esempio, per il reportage sul coreografo Roland Petit quando Izis tornò in redazione con «una serie di ritratti nei quali l'artista mimava la sua attività con le dita» o ancora del reportage sullo scrittore Paul Léautaud, per cui Izis immortala con i suoi scatti i «suoi numerosi gatti».
Grazie a Paris Match Izis realizzerà importanti reportage su diversi personaggi che animavano la vita culturale francese, alcuni dei più noti sono stati: il filosofo Albert Camus, scrittori come Georges Simenon, Jean Cocteau e Marcel Jouhandeau; pittrici come Dora Maar e Marie Laurencin; i pittori Georges Rouault e Pierre Soulages e tanti altri. Per la rivista francese fotografa anche personaggi del mondo dello spettacolo, cantanti ed attori, in quel tempo in vista, come Édith Piaf, Gina Lollobrigida, Orson Welles e Grace Kelly.
Parallelamente al lavoro con Paris Match, Izis fotografa in proprio realizzando diversi libri fotografici, alcuni dei quali tradotti in più lingue e che riscuotono ben presto oltre che l'apprezzamento dei critici ed estimatori anche un successo di pubblico. Ed è soprattutto il fotografo di strada ad emergere «conciliando la professione di reporter con una ricerca personale, riflettere sul dialogo tra l’immagine e la parola e ricercare la coerenza tra soggetto, emozione e forma».
Dedica inoltre reportage esclusivi sul mondo del circo fotografandone gli aspetti meno noti e dove è proprio il particolare a fare la differenza e dove ogni personaggio che contribuisce allo spettacolo, dal lillipuziano al trapezista, trova il suo giusto valore.
Ha circa 70 anni quando il 16 maggio 1988 muore nella sua casa a Parigi.
Il 18 gennaio del 2011 ovvero il giorno dopo la nascita del fotografo, nel centenario, al centro culturale di Marijampolė, città natale di Izis, c'è stata una commemorazione per celebrare la memoria del famoso concittadino lituano.

## Il "poeta" umanista della street photography
(Izis)
Izis «soprannominato "il sognatore"», è un appellativo che gli danno già a 17 anni i suoi compagni della scuola ebraica in Lituania e che l'accompagnerà per tutta la vita. Nelle sue foto infatti c'è la tendenza a carpire atmosfere insolite, realtà non evidenti, sognanti. Lo dimostra con la sua prima pubblicazione Les Yeux de l’âme (gli occhi dell'anima) a cui associa ad ogni poesia del poeta Gaston G. Charlet una sua foto che meglio sappia "interpretare" quella poesia. Nel 1953 è la volta del libro Paradis terrestre prodotto con la scrittrice Colette «in cui i suoi scatti traducono in immagini le parole della scrittrice che descrive i luoghi che amava frequentare prima di essere immobilizzata dalla malattia come i Désert de Retz o il giardino zoologico di Cléres». Ed è ancora una Parigi che fa sognare quella di Izis, «realizza tre opere dedicate alla sua città di adozione: Paris des rêves (1950) con le poesie autografe di quarantacinque scrittori (che riceve l'attenzione anche di un vasto pubblico), Grand Bal du printemps (1951) a due mani con Jacques Prévert e infine Paris despoètes (1977)». Con gli scatti sulla città, Izis "racconta" fotograficamente una Parigi mai vista prima di allora, infatti «all’interno di questi progetti fotografici l’autore celebra una Parigi atemporale, astorica ed eterna nella propria bellezza».
Personaggio melanconico, Izis ha sempre messo una parte di quella sua tristezza nei suoi scatti. «Le sue fotografie della classe operaia di Parigi, i bambini nella strada, gli uomini che mangiano nei caffè, il bucato appeso ai fili, scene che mostrano a volte difficoltà [ed indigenza], ma anche dignità», e lo stesso fa con i clochard, con le foto dei lavoratori immigrati, con la gente del circo, «nelle immagini dei quartieri popolari, dove la strada è teatro della vita, ogni dettaglio diventa motivo per raccontare la realtà umana».
La peculiarità di Izis secondo Le Monde è che fa vivere i suoi personaggi in una dimensione umana, per esempio, i bambini fotografati di Izis, secondo il noto quotidiano francese sono "diversi": «non pensano la vita con lo sguardo degli adulti, ma sono bambini che si trovano in un mondo di bambini […] si muovono in atteggiamenti e in una sorta di foschia sensibile al loro mondo incontaminato, miracoloso, pieno di miti e frasi che solo altri bambini possono capire […]. Izis fa vivere i bambini in un territorio indescrivibile […] una lezione impareggiabile di umanità […]. In questo senso, Izis dimostra di essere un messaggero di favole e fiabe […]».

## Lo stile e la tecnica
Sono due modi diversi di concepire la fotografia, quelli di Izis, uno per i reportage per Paris Match, l'altro quello delle foto che scatta per strada, «se nel lavoro personale è decisamente contrario alla messinscena, negli scatti che realizza per la rivista, invece, adotta un atteggiamento completamente diverso nei confronti dei suoi soggetti»
E infatti mentre per le sue foto fotografa la realtà nuda e cruda senza nessun invito alla posa pensato o rivolto al soggetto, e in cui sono "la prospettiva" insolita e gli ambienti particolari a creare atmosfere "sognanti" (come per esempio la foto di due innamorati riprese dall'alto ed appoggiati ad un grosso albero o le gambe al sole di una donna su un parapetto), e luce (per esempio il controluce realizzato mentre un uomo si accinge a scendere le scale della metropolitana, o i capelli al vento spettinati di due ragazze su una giostra) a farla da padrone e creare l'eccezionalità delle sue foto di strada, nel lavoro per la rivista il suo stile cambia.
Cosa può presentare ai lettori di Paris Match che non sia "il solito" bel ritratto ben esposto e con la sua ampia gamma di grigi nella ripresa di poeti, scrittori, pittori, coreografi, cantanti o filosofi? Modi e cose che hanno a che fare con il personaggio, particolari che potrebbero apparire del tutto secondari rispetto al soggetto principale, particolari che invece aiutano a comprendere la personalità del fotografato, i suoi interessi (come l'amore per i gatti di Paul Léautaud) o la sua autoironia (come le fotografie delle dita di Roland Petit che mima il suo lavoro).
Per comunicare le "sue" atmosfere, Izis riprende esclusivamente in bianco e nero, e sono soprattutto gli esperti del settore, i critici e gli storici della fotografia a evidenziare la sua particolare sensibilità mostrata in quel genere di ripresa.
Fulvio Roiter, uno dei massimi esperti italiani della fotografia bianco e nero, asseriva di essere stato «incantato» dagli scatti di Izis mettendo in evidenza come le immagini dei suoi primi libri fotografici (i libri fotografici erano molto rari negli anni cinquanta), non andavano «sfogliati» od «osservati» bensì «studiati».
Il noto storico della fotografia Romeo Martinez, anche direttore della nota rivista internazionale di fotografia Camera, evidenziava già in un numero della rivista di aprile 1955 di come in quel tempo Izis, «un bel talento fotografico», fosse da considerare «tra i più grandi fotografi del nostro tempo» e che ebbe già con la sua prima mostra in bianco e nero a Parigi, «un successo di critica».

## Grandi mostre
- 1951: New York, Museum of Modern Art (MoMa), Cinque fotografi francesi, Willy Ronis, Henri Cartier-Bresson, Robert Doisneau, Brassaï, Izis Bidermanas[34].
- 2010: Parigi, Hôtel de Ville, Paris des rêves, retrospettiva[35][36]

## Mostre (selezione)
- 2014, Milano, Izis. Il poeta della fotografia, Spazio Oberdan, (12 febbraio al 06 aprile 2014)[37][38]
- 2013, Firenze, Izis. Il poeta della fotografia, Museo nazionale Alinari della fotografia, (7 settembre 2013 al 6 gennaio 2014)[39]
- 1993, Amsterdam, Izis photographie Chagall La creation du monde
- 1986, San Francisco, Crosscurrents II, 
San Francisco Museum of Modern Art
- 1978, Arles, Recontres Internationales de la Photographie
- 1977, New York, Fêtes à Paris, Carlton Gallery
- 1977, Berlino, Izis, Galerie Nagel
- 1976, Londra, Other Eyes: Photographs Taken on the British Isles by Izis and Others, Arts Council of Great Britain
- 1975, Parigi, Izis, Galerie Agathe Gaillard
- 1972, Mosca, Boubat, Brassai, Cartier-Bresson, Doisneau, Izis, Ambasciata francese
- 1972, Tel Aviv, Izis (Israel Biderman), Museum of Tel Aviv
- 1966, Limoges, Cirques d'Izis, Musée de Limoges
- 1957, New York, Izis, Limelight Gallery
- 1955, Chicago, Izis, Art Institute of Chicago
- 1944, Limoges, Ceux de Grammount e Limoges en Novembre, Musée de Limoges

## Libri fotografici
Izis realizzò il suo primo libro fotografico nel 1950, Les Yeux de l’âme (gli occhi dell'anima). Il libro conteneva 16 poesie del poeta francese Gaston G. Charlet e 16 fotografie di Bidermanas, impaginate in modo che ad ogni poesia corrispondesse una delle sue 16 foto in tema con lo scritto poetico. Si trattò di una pubblicazione a bassa tiratura (300 copie) e numerata.

Lo stesso anno pubblicò un altro libro, Paris des rèves (Parigi dei sogni), «che verrà ripubblicato sedici volte e venduto in 170.000 esemplari».
- (FR)   Izis Bidermanas, Les Yeux de l’âme, Limoges - Mortemart, Rougerie Editeur, 1950.[41]
- (FR)   Izis Bidermanas, Paris des rêves, Losanna, Éditions Clairfontaine, 1950. Alcune altre edizioni: Éditions Mermoud, Parigi, 1950; Flammarion, Parigi, 2010, Flammarion, Parigi, 2016 ISBN 978-20-8137-861-2
- (FR)   Izis Bidermanas e Jacques Prévert, Grand bal du printemps, Losanna, Éditions Clairfontaine, 1951. Altre edizioni: Le Cherche Midi, Parigi, 2017, ISBN 978-27-4911-134-6
- (FR)   Izis Bidermanas e Jacques Prévert, Charmes de Londres, Parigi, Le Cherche Midi, ISBN 978-27-4915-083-3. Altre edizioni: Editions de Monza, Parigi, 1999; Éditions Clairfontaine, Losanna, 1952.
- (FR)   Izis Bidermanas, Rétrospective Izis: 14 octobre-8 janvier, Hôtel de Sully, Parigi, 1988, ISBN 2-85822-079-4.
- (FR)   Izis Bidermanas e Jacques Prévert, Parigi, Fernand Nathan, 1977.
- Gala Day London. Harvill Press, 1953. con testi di John Betjeman.
- The Queen's People. [London]: Harvill Press, [1953]. con testi di John Pudney.
- Paradis terrestre. Lausanne: Éditions Clairfontaine, 1953. con testi di Colette.
- Izis. Chicago: Art Institute of Chicago, 1955.
- included in The Family of Man, MoMA's international travelling exhibition and publications, 1955-1962.
- Israël. Lausanne: Éditions Clairfontaine, 1955.
- Israel. New York: Orion Press, 1958.
- Le Cirque d'Izis. Monte Carlo: André Sauret, 1965, con testi di Jacques Prévert e illustrazioni di Marc Chagall.
- The World of Marc Chagall. London: Aldus, 1968. ISBN 0-490-00100-9. Garden City, N.Y.: Doubleday, 1968.
- Le Monde de Chagall. Paris: Gallimard, 1969.
- Izis (Israel Biderman), octobre-decembre 1972. Tel Aviv: Musée de Tel-Aviv, 1972.
- Paris des poètes. Paris: F. Nathan, 1977.
- Izis. Toulouse: Galerie municipale du Château d'eau, 1978.
- Izis, photographies. Paris: Editions du Désastre, 1988. ISBN 2-87770-000-3.
- Les Amoureux du temps retrouvé. Treville, 1989.
- Les Enfants du temps perdu Treville, 1989.
- Izis: photos 1944-1980. Paris: Editions de la Martinière, 1993. ISBN 2-7324-2016-6.
- Izis, Captive Dreams: Photographs 1944–1980. London: Thames & Hudson, 1993. ISBN 0-500-54185-X.